# Marguerite Remy-Oger
Marguerite Remy-Oger geboren Marguerite Oger (Seraing, 1 januari 1923 - 2014) was een Belgisch senator.

## Levensloop
Remy-Oger werd beroepshalve bediende aan het secretariaat van de PSB-federatie van het arrondissement Luik.
Als socialistisch militant werd ze lid van de vrouwencommissie binnen de PSB. Ze werd eveneens actief in de partijafdeling van het arrondissement Luik en was er van 1974 tot 1979 de secretaris van. In 1990-1991 was ze interim-voorzitter van de Luikse federatie van de PS en van 1985 tot 1995 was ze voorzitter van de Luikse afdeling van de Socialistische Vooruitziende Vrouwen.
Van 1978 tot 1985 zetelde Remy-Oger tevens de Belgische Senaat als provinciaal senator voor de provincie Luik. Hierdoor zetelde ze van 1980 tot 1981 tevens in de Waalse Gewestraad en de Raad van de Franse Gemeenschap.